# Krustpils (stacja kolejowa)
Krustpils (ros. Крустпилс) – węzłowa stacja kolejowa w miejscowości Jēkabpils (w dzielnicy Krustpils), w gminie Krustpils, na Łotwie. Węzeł linii Ryga - Dyneburg i Jełgawa - Rzeżyca.
Stacja powstała w XIX w. na trasie Kolei Rysko-Dyneburskiej (przedłużonej później do Witebska).